# Anna Skripka
Anna Skripka é uma matemática ucraniana-americana cujos tópicos de pesquisa incluem análise harmônica não comutativa, probabilidade e estatística. Ela é uma professora da Universidade do Novo México.

## Educação e carreira
Skripka fez seus estudos de graduação na Universidade Nacional VN Karazin Kharkiv,  na Ucrânia. Depois, em 2017, completou seu doutorado na Universidade do Missouri, nos Estados Unidos. Depois de trabalhar como professora assistente visitante na Texas A&M University e como professora assistente na University of Central Florida, ela ingressou no Departamento de Matemática e Estatística da Universidade do Novo México em 2012, onde atualmente é professora titular.

## Reconhecimento
Skripka é a vencedora de 2019 do Prêmio Memorial Ruth I. Michler da Associação de Mulheres em Matemática.

## Publicações selecionadas
- 2021: MSE bounds for estimators of matrix functions.[5]
- 2019: Multilinear Operator Integrals: Theory and Applications.[6]
- 2017: Multilinear Schur multipliers and applications to operator Taylor remainders.[7]
- 2017: Estimates and trace formulas for unitary and resolvent comparable perturbations.[8]
- 2013: Spectral shift function of higher order.[9]

## Links externos
- Página inicial
- Publicações Anna Skripka, publicações indexadas pelo Google Scholar

- Este artigo foi inicialmente traduzido, total ou parcialmente, do artigo da Wikipédia em inglês cujo título é «Anna Skripka», especificamente desta versão.